# Sunny Deol
Sunny Deol, pseudonimo di Ajay Singh Deol (in punjabi ਅਜੈ ਸਿੰਘ ਦੇਓਲ; Nuova Delhi, 19 ottobre 1956), è un attore e regista indiano.
Appartiene ad una delle famiglie più famose di Bollywood: si tratta infatti del figlio di Dharmendra; ha un fratello più giovane, anch'egli attore, Bobby Deol. Esha Deol è la sua sorellastra.
Ha ricevuto svariate nomination ai Filmfare Awards, alcune delle quali coronate dal successo.
Ha diretto e prodotto Dillagi nel 1999.

## Filmografia parziale

### Attore
- Main Intequam Loonga, regia di Rama Rao Tatineni (1982)
- Betaab, regia di Rahul Rawail (1983)

- Sunny, regia di Raj Khosla (1984)
- Manzil Manzil, regia di Nasir Hussain (1984)
- Arjun, regia di Rahul Rawail (1985)
- Zabardast, regia di Nasir Hussain (1985)
- Sohni Mahiwal, regia di Kanwal Biala, Latif Faiziyev e Umesh Mehra (1985)
- Saveray Wali Gaadi, regia di Bharathiraja (1986)
- Sultanat, regia di Mukul S. Anand (1986)
- Samundar, regia di Rahul Rawail (1986)
- Dacait, regia di Rahul Rawail (1987)
- Paap Ki Duniya, regia di Shibu Mitra (1988)
- Ram-Avtar, regia di Sunil Hingorani (1988)
- Yateem, regia di J. P. Dutta (1988)
- Inteqam, regia di Rajkumar Kohli (1988)
- Majboor, regia di Rama Rao Tatineni (1989)
- Vardi, regia di Umesh Mehra (1989)
- Joshilaay, regia di Sibte Hassan Rizvi (1989)
- Tridev, regia di Rajiv Rai (1989)
- Nigahen: Nagina Part II, regia di Harmesh Malhotra (1989)
- Chaalbaaz, regia di Pankaj Parashar (1989)
- Main Tera Dushman, regia di Vijay Reddy (1989)
- Kroadh, regia di Shashilal K. Nair (1990)
- Ghayal, regia di Rajkumar Santoshi (1990)
- Badnam, regia di Shibu Mitra (1990)
- Badnaam, regia di Shibu Mitra (1990)
- Aag Ka Gola, regia di David Dhawan (1990)
- Vishnu-Devaa, regia di K. Pappu (1991)
- Yodha, regia di Rahul Rawail (1991)
- Shankara, regia di Sudarshan Nag (1991)
- Narasimha, regia di N. Chandra (1991)
- Vishwatma, regia di Rajiv Rai (1992)
- Kshatriya, regia di J. P. Dutta (1993)
- Lootere, regia di Dharmesh Darshan (1993)
- Damini, regia di Rajkumar Santoshi (1993)
- Izzat Ki Roti, regia di K. Pappu (1993)
- Darr, regia di Yash Chopra (1993)
- Veerta, regia di Shibu Mitra (1993)
- Gunaah, regia di Mahesh Bhatt (1993)
- Insaniyat, regia di Tony Juneja (1994)
- Imtihaan, regia di Harry Baweja (1994)
- Angrakshak, regia di Ravi Raja Pinisetty (1995)
- Dushmani: A Violent Love Story, regia di Sanjay Khanna, Karan Razdan e Bunty Soorma (1995)
- Himmat, regia di Sunil Sharma (1996)
- Jeet, regia di Raj Kanwar (1996)
- Dillagi (1999)
- Farz (2001)
- Gadar: Ek Prem Katha (2001)
- The Hero: Love Story of a Spy (2003)
- Heroes (2008)